# Embarazo múltiple

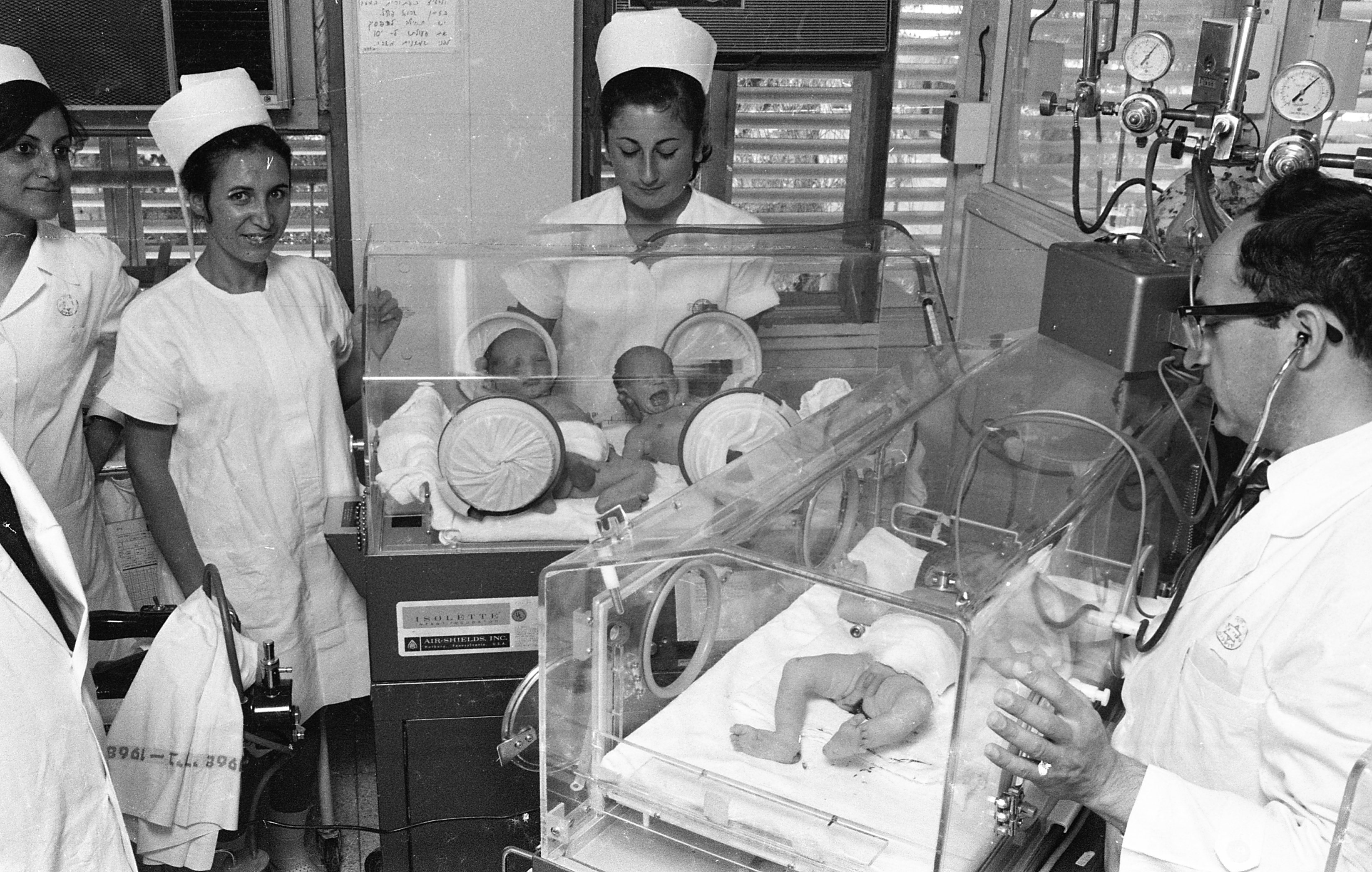
Trillizos nacidos en Israel, 1969

Un embarazo múltiple es el desarrollo simultáneo en el útero de dos o más fetos. Un embarazo múltiple puede resultar de la fertilización de un óvulo por un espermatozoide que se divide, el cual es denominado embarazo monocigótico. Los embarazos múltiples también pueden resultar de la fertilización de dos (o más) óvulos, denominándose entonces embarazo múltiple bicigótico. Las complicaciones maternas son 3-7 veces más frecuentes en los embarazos múltiples. Por lo general, el embarazo múltiple tiene mayor morbilidad y mortalidad perinatal, de tal forma que puede decirse que prácticamente todos los riesgos del embarazo único aumentan en el múltiple.

## Epidemiología
Según la ley biológica de Hellin, la frecuencia disminuye según aumenta el número de gemelos, en el orden de la potencia de 1/85(n-1), siendo la potencia n, la cantidad de gemelos en la gestación. La frecuencia de gemelos es 1/851 (1.18%), la de trillizos sería 1/852 (1/7200), la de cuatrillizos 1/853 (1/600.000) y la de quintillizos 1/854 (1/52.000.000).
En América Latina, la frecuencia de embarazo gemelar se ha mantenido estable. Argentina, en 1997, reportó un 0,99%, Brasil en 1985 0,92 %; Bolivia en 1986, 0,8 %; Chile en 1986, 0,84% (31); Ecuador en 1996, 1,04% (32) y Venezuela, entre 1976-1999, en la población hospitalaria, también se ha mantenido estable, oscilando entre 0,46-1,19%. En España se calcula que la incidencia del embarazo múltiple se sitúa alrededor del 1-2%.

## Patogenia

Ilustración de la formación del corion y el saco amniótico en gemelos monocigóticos.

Los gemelos bicigóticos aparecen cuando dos óvulos son fertilizados por un espermatozoide cada uno. Se forman luego dos sacos amnióticos por separado, dos coriones y dos placentas. Las placentas en los gemelos bicigóticos pueden fusionarse si los sitios de implantación están próximos uno del otro. Las placentas fusionadas pueden ser fácilmente separadas después del nacimiento.
El desarrollo de los gemelos monocigóticos ocurre cuando un óvulo fertilizado se divide en dos durante las primeras 2 semanas después de la concepción. Los gemelos monocigóticos son también llamados gemelos idénticos. Si la división del huevo fertilizado ocurre dentro de los primeros 2-3 días después de la fecundación, los gemelos monocigóticos producirán un saco amniótico y un corion separados del otro. Estos gemelos bicoriales tienen placentas diferentes que pueden ser separadas o fusionadas. Aproximadamente el 30% de los gemelos monocigóticos tienen placentas bicorial y biamnióticas.
Si la división del huevo ocurre de 3-8 días después de la fertilización, se traduce en gemelos con placentación monocorial y biamniótica, porque ya se ha formado el corion mas no la cavidad amniótica. Aproximadamente el 70% de los gemelos monocigóticos son monocoriales y biamnióticos. Si la división se produce incluso después, es decir, 9 a 13 días después de la fecundación, la placentación suele ser monocorial y monoamniótica. Los gemelos monocoriales y monoamnióticos son poco frecuentes y sólo el 1% de los gemelos monocigóticos tiene este tipo de placentación. Estos gemelos monocoriales y monoamnióticos tienen una placenta común con las comunicaciones vasculares entre las dos circulaciones. Estos dos gemelos pueden desarrollar el síndrome de transfusión gemelo a gemelo. Si se produce la fusión más de 13 días después de la fertilización, entonces los gemelos monocigóticos sólo logran quedar parcialmente divididos, lo que produce gemelos adheridos.
Los trillizos puede ser monocigóticos, bicigóticos, o tricigóticos. Los trillizos tricigóticos ocurren cuando 3 espermatozoides fertilizan un óvulo cada uno. Los trillizos bicigóticos se desarrollan a partir de la unión de gemelos monocigóticos y un tercer individuo derivado de un cigoto aparte. Por último, dos divisiones cigóticas consecutivas dan como resultado un feto desaparecido y trillizos monocigóticos.

## Embarazos múltiples por técnicas de reproducción asistida
Las técnicas de reproducción asistida permiten la implantación de más de un embrión por ciclo para maximizar las posibilidades de embarazo. De hecho, estas técnicas han aumentado 30 veces el número de embarazos múltiples, en comparación con los embarazos de gemelos espontáneos. Como ya se ha dicho, los embarazos múltiples aumentan el riesgo de padecer diversos problemas, tanto para la madre como para el feto, por lo que se deben evitar cuando se utilizan estas técnicas.
El asunto se había convertido en un gran problema de salud, economía y legal en muchos países. Es por esa razón que actualmente se ha disminuido en numerosas naciones el número máximo de embriones que se pueden transferir legalmente.[cita requerida]
El enfoque más efectivo para disminuir el riesgo de embarazo múltiple usando técnicas de reproducción asistida es utilizar la transferencia de un único embrión (SET, por sus siglas en inglés, single-embryo transfer). Sin embargo, con este método se consiguen porcentajes más bajos de embarazo. Actualmente existe un método denominado e-SET (elective-single embryo transfer), en él se selecciona el embrión producido de mayor calidad. De este modo se consigue un número de embarazos que se acerca al de DET (double-embryo transfer), pero con un número de embarazos múltiple mucho menor. Cabe decir que la diferencia entre SET y e-SET es el hecho de la elección, ya que muchas veces no se puede elegir entre varios embriones y hay que implantar el único existente.

## Complicaciones
Los productos de embarazos múltiples tienen mayor riesgo de resultados perinatales adversos en comparación con sus homólogos de embarazos simples, principalmente debido a un mayor riesgo de:
- Parto prematuro: el embarazo múltiple es un factor de riesgo importante para el parto prematuro y el bajo peso al nacer y muchas de las complicaciones perinatales son causadas por estos factores. La carga de morbilidad y mortalidad parece aumentar sustancialmente con cada feto adicional en una gestación múltiple. El tiempo de gestación se redujo en tres semanas por cada feto adicional, mientras que el peso promedio al nacer de los trillizos fue aproximadamente la mitad que el peso promedio del hijo único.[9]
- Monocorionicidad: cuando los gemelos comparten la misma placenta y un solo saco amniótico. Últimamente se ha hecho más clara la asociación entre la monocorionicidad y los eventos perinatales adversos.[10] Los embarazos monocoriónicos tienen aproximadamente un 15% de riesgo de desarrollo del síndrome de transfusión gemelo a gemelo, que puede estar asociado con la mortalidad y la morbilidad perinatal, a pesar del tratamiento. Además, la muerte fetal intrauterina de uno de los gemelos en un embarazo monocoriónico puede estar asociada con un riesgo mayor del 20% de que el gemelo sobreviviente desarrolle una encefalomalacia multiquística.[10]

Además de los dos riesgos anteriores, se ha observado que los nacidos muertos, las muertes neonatales precoces, las muertes neonatales tardías y la mortalidad infantil son mayores en los embarazos múltiples y las tasas aumentan con el número de fetos. Un estudio realizado mostró que el factor que se veía más afectado por la gestación múltiple era la muerte neonatal, con una tasa siete veces mayor en los mellizos y 20 veces mayor en los trillizos y en los embarazos de mayor rango. Por otro lado, en un estudio del año 2003, se demostró que la tasa de mortalidad infantil era mayor en embarazos múltiples: 6,1 por 1000 nacidos vivos para embarazos únicos y 31,1 para embarazos múltiples.
Por otro lado, aquellos niños nacidos de gestaciones múltiples presentan mayor riesgo de complicaciones médicas a largo plazo. Por ejemplo, tienen un mayor riesgo de deterioro neurológico y presencia de discapacidades, además de un mayor riesgo de parálisis cerebral. Se ha comprobado que también puede verse afectado el desarrollo mental y el lenguaje. Además, la tasa de malformaciones se incrementa en gestaciones múltiples. Se ha encontrado que malformaciones específicas como defectos del tubo neural y malformaciones estructurales del tracto gastrointestinal aumentan en los embarazos de gemelos.[cita requerida]
Sin embargo, los embarazos múltiples no solo conllevan riesgos aumentados para el feto, sino también para la madre. La morbilidad y la mortalidad maternas aumentan en los embarazos múltiples. El riesgo de muerte es tres veces mayor en embarazos múltiples. Los trastornos hipertensivos, tromboembolismo, infección del tracto urinario, anemia, hemorragia uterovaginal (desprendimiento de placenta, placenta previa) y las complicaciones relacionadas con la tocólisis son mayores y, como resultado de estas complicaciones, la tasa de hospitalización es mayor en embarazos múltiples.[cita requerida]

## Tratamiento
Actualmente el uso de tocolíticos “profilácticos” ha disminuido el índice de amenaza de parto pretérmino debido a la sobredistención uterina ocasionada por el embarazo de alto orden fetal.
El uso de betamiméticos como la terbutalina, la orciprenalina y calcioantagonistas, como la nifedipina a partir de la semana 32 han mejorado los resultados perinatales de productos de embarazos de alto orden fetal.[cita requerida]